# Chef (película)
Chef (conocida como Chef a domicilio en México) es una película estadounidense de comedia de 2014 dirigida por Jon Favreau. Entre el reparto de actores se encuentran el propio director junto a Emjay Anthony, John Leguizamo, Sofía Vergara, Scarlett Johanson, Dustin Hoffman, Bobby Cannavale y Robert Downey Jr.

## Sinopsis
Cuando el chef Carl Casper (Jon Favreau) deja repentinamente su trabajo en un famoso restaurante de Los Ángeles, al enfrentarse a su controlador dueño (Dustin Hoffman) y negarse a renunciar a su integridad creativa, tiene que descubrir cuál es su siguiente paso. Por cosas de la vida se encuentra en Miami y se asocia con su exmujer (Sofía Vergara), su amigo (John Leguizamo) y su hijo (Emjay Anthony) para montar un puesto de comida ambulante cubana. Durante el camino, Carl vuelve a sus raíces y recupera su pasión por la cocina y el entusiasmo por la vida y el amor.

## Trama
Carl Casper, nacido en Miami, es el jefe de cocina de Gauloise en Los Ángeles, California. Aunque es popular entre su personal de cocina y la anfitriona Molly, el dueño del restaurante, Riva, quiere que Carl se quede con "clásicos" cansados en lugar de platos innovadores. Carl tiene una relación tensa con su hijo Percy, preadolescente conocedor de la tecnología, y su adinerada exesposa Inez.
Cuando Carl tiene la oportunidad de servir a un prestigioso crítico y bloguero llamado Ramsey Michel, Riva exige que se quede con los viejos favoritos en el último minuto, lo que hace que Carl lo acepte, lo que lleva a una crítica mordaz. En Twitter, Carl insulta a Ramsey por la revisión, sin darse cuenta de que su respuesta es pública, y gana un gran seguimiento de Twitter. A Carl se le ocurre un nuevo menú inspirador que le encanta a su personal e invita a Ramsey a una "revancha". Se retira después de enfrentarse a Riva, quien quiere el mismo menú de siempre. En casa, Carl prepara el menú que quería servirle a Ramsey. El asistente de Carl se convierte en el chef interino e incluso los platos normales no tienen éxito. Ramsey nuevamente comienza a tuitear negativamente sobre Carl, lo que lleva a Carl a ir al restaurante, donde enojado y públicamente regaña a Ramsey.
Los videos con la fusión de Carl se vuelven virales, y su credibilidad profesional se evapora. Molly e Inez lo animan a manejar un camión de comida. Acepta la invitación de Inez a Miami, donde pasa un tiempo agradable con Percy y redescubre su amor por la cocina cubana. El exmarido de Inez, Marvin, le ofrece un camión de comida destartalado, y Carl acepta a regañadientes. Carl también está algo enojado después de saber que Marvin e Inez pasaron un tiempo juntos después de su divorcio de Inez. Él y Percy se unen mientras restauran el camión y compran comestibles y Carl le compra un cuchillo de chef. Martin, su amigo de Gauloise, rechaza su promoción de restaurante para trabajar con Carl, quien se ha convertido nuevamente en un chef exuberante y apasionado.
Los tres conducen el camión de comida por todo el país de regreso a Los Ángeles, sirviendo sándwiches cubanos y papas fritas con yuca. Percy encuentra maneras de promocionar el camión de comida en los sitios web de redes sociales, y el camión se convierte en un éxito en Nueva Orleans (Luisiana) y Austin (Texas), donde los especiales diarios incluyen artículos hechos con ingredientes locales como po 'boys y falda asada a la parrilla.
Durante este viaje, Percy documenta la experiencia utilizando una estética inspirada en la aplicación 1 Second Everyday, capturando breves momentos de la travesía y editándolos en forma de diario audiovisual. Esta estrategia narrativa no solo aporta agilidad y emoción al montaje, sino que también refuerza el vínculo padre-hijo al mostrar su historia contada desde la mirada de Percy, en un lenguaje digital que le es propio. 
Habiéndose unido a Percy y valorando su relación, Carl acepta la entusiasta oferta de Percy de ayudar los fines de semana y las vacaciones cuando los dos vuelven a Los Ángeles. Ramsey visita la camioneta para explicar que escribió la mala crítica porque sentía que las habilidades de Carl no se adaptaban a un restaurante que había estado sirviendo el mismo menú durante años. Se va con una oferta para fundar un nuevo restaurante. En un conjunto de flash-forward seis meses más tarde, el nuevo restaurante tiene éxito y está cerrado para un evento privado: la ceremonia de matrimonio de nuevo de Carl e Inez.

## Reparto
- Jon Favreau es Carl Casper.
- Emjay Anthony es Percy Casper.
- John Leguizamo es Martin.
- Sofía Vergara es Inez de los Puentes.
- Bobby Cannavale es Tony.
- Scarlett Johansson es Molly.
- Oliver Platt es Ramsey Michel.
- Robert Downey Jr. es Marvin.
- Dustin Hoffman es Riva Rivers.

## Recepción
La película ha recibido críticas generalmente positivas, tiene una calificación en Metacritic de 68 sobre 100 basada en 36 críticas y un índice de aprobación del 85% en Rotten Tomatoes.